# مجلس الشعب الصيني
يمثل مجلس الشعب الصيني «NPC» أعلى سلطة في الدولة بجمهورية الصين الشعبية، ويعد الفرع الوحيد للحكومة في الصين. وفقًا لمبدأ «السلطة الموحدة»، تخضع كافة أجهزة الدولة، بدءًا من مجلس الدولة وصولًا إلى المحكمة الشعبية العليا «SPC»، لسلطة المجلس. يضم يضم مجلس الشعب الصيني 2,977 عضوًا في عام 2023، مما يجعله أكبر هيئة تشريعية في العالم. ينتخب أعضاء المجلس لولاية تمتد خمس سنوات، ويعقد المجلس جلساته السنوية كل ربيع لمدة تتراوح عادة بين 10 إلى 14 يومًا، وذلك في قاعة الشعب الكبرى الواقعة على الجانب الغربي من ساحة تيانانمن في بكين.
تعمل السياسة الصينية ضمن إطار دولة شيوعية تعتمد على نظام مجالس الشعب، مما يجعل مجلس الشعب الصيني خاضعًا لقيادة الحزب الشيوعي الصيني. يرى بعض المراقبين أن هذا المجلس يؤدي دورًا شكليًا فقط. يُنتخب معظم أعضاء مجلس الشعب الصيني رسميًا من قبل مجالس الشعب المحلية على المستوى الإقليمي، وهي الهيئات التشريعية المحلية التي تُنتخب بشكل غير مباشر على كافة المستويات باستثناء مستوى المقاطعات. يتحكم الحزب الشيوعي الصيني بعمليات الترشيح والانتخاب في جميع مستويات نظام مجالس الشعب.
يعقد مجلس الشعب الصيني جلسة عامة سنوية تستمر حوالي أسبوعين، يتم خلالها التصويت على مشاريع قوانين مهمة وتعيينات في المناصب، إلى جانب مهام أخرى. تتزامن هذه الجلسات غالبًا مع اجتماعات اللجنة الوطنية للمؤتمر الاستشاري السياسي للشعب الصيني «CPPCC»، وهي هيئة استشارية تضم ممثلين عن مختلف الفئات الاجتماعية. وباعتبار مجلس الشعب الصيني واللجنة الوطنية للمؤتمر الاستشاري الهيئتين الرئيسيتين للتشاور والتداول في الصين، يُشار إليهما غالبًا باسم «الدورتين» (Lianghui). توفر الاجتماعات السنوية لمجلس الشعب الصيني فرصة للمسؤولين الحكوميين لمراجعة السياسات السابقة وتقديم خطط مستقبلية للأمة. نظرًا للطبيعة المؤقتة لهذه الجلسات العامة، تُفوض معظم صلاحيات مجلس الشعب الصيني إلى اللجنة الدائمة لمجلس الشعب الصيني «NPCSC»، التي تضم حوالي 170 مشرعًا وتعقد جلسات دورية كل شهرين حين لا يكون المجلس الأم منعقدًا.
تتسم عضوية مجلس الشعب الصيني بطبيعة غير دائمة ولا تتضمن راتبًا، حيث يُسمح للمندوبين بشغل مناصب في هيئات حكومية أخرى بالتوازي، ويضم المجلس والحزب غالبية كبار المسؤولين في السياسة الصينية. في المقابل، تتسم عضوية اللجنة الدائمة لمجلس الشعب الصيني غالبًا بطبيعة دائمة وبدوام كامل مع راتب، ولا يُسمح لأعضائها بشغل مناصب تنفيذية أو قضائية أو ادعائية أو رقابية أخرى في الوقت ذاته. وفقًا، لدستور الصين، يُنظم مجلس الشعب الصيني كهيئة تشريعية أحادية، تُمنح صلاحيات تعديل الدستور وسن التشريعات والإشراف على أداء الحكومة، إلى جانب انتخاب كبار المسؤولين في لجنة الرقابة الوطنية، والمحكمة الشعبية العليا، والنيابة الشعبية العليا، واللجنة العسكرية المركزية والدولة.

## التاريخ
تعود جذور مجلس الشعب الصيني الحالي إلى جمهورية الصين السوفيتية التي انطلقت عام 1931، حيث عُقد أول مؤتمر وطني للسوفييت الصينيين، ممثلًا لنواب العمال والفلاحين والجنود، في 7 نوفمبر 1931 في مدينة رويجين بمقاطعة جيانغشي، تزامنًا مع الذكرى الرابعة عشرة للثورة البلشفية. تبع هذا المؤتمر اجتماع سوفييتي آخر عُقد في فوجيان في 18 مارس 1932، احتفاءً بالذكرى الحادية والستين لكومونة باريس. انعقد المؤتمر الوطني الثاني لاحقًا في الفترة من 22 يناير إلى 1 فبراير 1934، وانتخب خلاله 693 نائبًا فقط، مُنح الجيش الأحمر الصيني منهم 117 مقعدًا.
في عام 1945، عقب انتهاء الحرب العالمية الثانية، عقد الحزب الشيوعي الصيني وحزب الكومينتانغ مؤتمرًا استشاريًا سياسيًا، حيث بحثت الأطراف إصلاحات سياسية لمرحلة ما بعد الحرب. أُدرجت نتائج هذه المحادثات في اتفاقية «العاشر من أكتوبر»، التي شرعت الحكومة الوطنية بتطبيقها. نُظمت بناءً عليها أول جمعية استشارية سياسية، والتي انعقدت من 10 إلى 31 يناير 1946. شهد هذا المؤتمر، الذي عُقد في تشونغتشينغ العاصمة المؤقتة للصين، مشاركة ممثلين عن الكومينتانغ والحزب الشيوعي الصيني وحزب شباب الصين وعصبة الديمقراطيين الصينيين، إلى جانب مندوبين مستقلين.
عُقد مؤتمر استشاري سياسي ثانٍ في سبتمبر 1949، حيث دُعي مندوبون من أحزاب صديقة متعددة للمشاركة في مناقشات حول تأسيس دولة جديدة، هي «جمهورية الصين الشعبية». تمت إعادة تسمية هذا المؤتمر ليصبح «المؤتمر الاستشاري السياسي للشعب». وفي جلسته الأولى، أقر المؤتمر «البرنامج العام» الذي أصبح بمثابة دستور فعلي للصين خلال السنوات الخمس الأولى. كما صادق المؤتمر على النشيد الوطني الجديد، والعلم، والعاصمة، واسم الدولة، وانتخب أول حكومة لجمهورية الصين الشعبية، ليمارس دور الهيئة التشريعية الفعلية للدولة في تلك المرحلة التأسيسية. في عام 1954، نقل الدستور هذه السلطة التشريعية إلى مجلس الشعب الصيني.

## الصلاحيات والمهام
يُعد مجلس الشعب الصيني، بموجب الدستور، أعلى هيئة لسلطة الدولة في الصين، حيث مُنح سلطات واسعة في سنّ القوانين ضمن جميع الدساتير الصينية الأربعة. تخضع لرئاسته رسميًا كل من رئاسة الدولة، ومجلس الدولة، واللجنة العسكرية المركزية لجمهورية الصين الشعبية، والمحكمة الشعبية العليا، والنيابة الشعبية العليا، ولجنة الرقابة الوطنية.
يكفل الدستور للحزب الشيوعي الصيني دورًا قياديًا، مما يجعل مجلس الشعب الصيني يختلف عن البرلمانات الغربية؛ فهو لا يعمل كمنتدى للنقاش بين الحكومة وأحزاب معارضة. لهذا، يوصف مجلس الشعب الصيني غالبًا بأنه هيئة تشريعية شكلية، أو بأن تأثيره محدود على القضايا التي لا تحمل حساسية أو أهمية كبيرة للحزب الشيوعي الصيني. رغم تمرير التشريعات عادةً بسرعة، إلا أن هناك أمثلة بارزة على قوانين لم تُقر في المجلس، كما أصبح التصويت السلبي أكثر شيوعًا منذ تأسيسه.
يذكر الأكاديمي روري تروكس من كلية الشؤون العامة والدولية بجامعة برينستون أن «نواب مجلس الشعب الصيني ينقلون شكاوى المواطنين، لكنهم يتجنبون الخوض في القضايا السياسية الحساسة، فيما تُبدي الحكومة استجابة جزئية لمخاوفهم». يصف أوستن رامزي من صحيفة نيويورك تايمز المجلس بأنه «عرض مُصمم بعناية لخلق صورة حكومة شفافة ومستجيبة». كما صرحت هو شياويان، إحدى عضوات المجلس، لهيئة الإذاعة البريطانية (بي بي سي) عام 2009 بأنها لا تملك أي سلطة فعلية لمساعدة ناخبيها، قائلة: «بصفتي ممثلة برلمانية، لا أملك أي سلطة حقيقية».
رسميًا، يتمتع مجلس الشعب الصيني بأربع وظائف رئيسية وصلاحيات، تشمل:

### تعديل الدستور والإشراف على تنفيذه
- سنّ التشريعات
- انتخاب وتعيين قادة الدولة
- تحديد القضايا الرئيسية للدولة التي تتطلب إجراءات تشريعية.
- تعديل الدستور وتنفيذه

يتمتع مجلس الشعب الصيني بسلطة حصرية في تعديل الدستور، حيث يمكن اقتراح التعديلات من قبل اللجنة الدائمة للمجلس أو من قبل خُمس الأعضاء على الأقل. لتصبح التعديلات نافذة، يتعين تمريرها بأغلبية ثلثي أصوات جميع النواب. إضافة إلى ذلك، يضطلع مجلس الشعب الصيني بمسؤولية الإشراف على تنفيذ الدستور.
يلعب الحزب الشيوعي الصيني دورًا كبيرًا في عملية الموافقة على التعديلات الدستورية. فعلى عكس التشريعات العادية التي يوافق عليها الحزب مبدئيًا وتُقدم إما من قبل وزراء الحكومة أو بعض نواب مجلس الشعب، تُصاغ التعديلات الدستورية وتُناقش داخل الحزب. تُعتمد هذه التعديلات من اللجنة المركزية للحزب الشيوعي الصيني قبل أن تُقدّم رسميًا من قبل نواب الحزب، وتحت إشراف اللجنة الدائمة، إلى مجلس الشعب كاملًا خلال جلسته العامة السنوية.
في حال انعقاد اللجنة الدائمة لمجلس الشعب الصيني أثناء عطلة المجلس، يُتبع نفس الإجراء، حيث يتولى قائد الحزب في اللجنة الدائمة أو أحد نواب الحزب تقديم التعديلات. بعد موافقة اللجنة الدائمة، تُعرض التعديلات في الجلسة العامة لكامل النواب للتصويت النهائي. وإذا قدم خُمس نواب كتلة الحزب الشيوعي أو أكثر مقترحًا لتعديلات، سواء بمفردهم أو بالتعاون مع أحزاب أخرى في الجلسة العامة، يُتبع الإجراء نفسه. على عكس التشريعات العادية، التي ينظم قانون التشريع عملية إصدارها، توصف عملية تعديل الدستور بشكل أساسي من خلال وثائق الحزب الشيوعي الصيني.